# Спутники Плутона
У Плутона известно пять спутников. Это (в порядке удаления от него) крупный спутник Харон и четыре значительно меньших — Стикс, Никта, Кербер и Гидра.
Все известные спутники Плутона обращаются по почти круговым орбитам, лежащим примерно в плоскости экватора Плутона, в ту же сторону, что и он вокруг своей оси. Все они близки к орбитальному резонансу: периоды их обращения соотносятся примерно как 1:3:4:5:6. Три из них — Стикс, Никта и Гидра — действительно пребывают в резонансе с соотношением периодов 18:22:33.
Вращение Плутона и Харона синхронно (то есть они всегда повёрнуты друг к другу одной стороной), а малых спутников — нет: период их осевого вращения намного меньше, чем орбитального, а оси вращения сильно наклонены к осям Плутона и Харона.

## Харон
Харон был открыт в 1978 году Джеймсом Кристи. Его диаметр составляет около 1200 км, что лишь в два раза меньше диаметра Плутона. Размеры Плутона и Харона удалось определить довольно точно благодаря тому, что Харон проходил перед диском Плутона и стало возможным сделать соответствующие расчёты на основе изменений блеска системы Плутон — Харон. В результате открытия Харона была уточнена масса Плутона, которая оказалась меньше ожидавшейся. Расстояние между их центрами составляет около 19 600 км; между поверхностями — около 17 800 км.
Барицентр системы Плутон — Харон находится вне поверхности Плутона, поэтому некоторые астрономы считают Плутон и Харон двойной планетой (двойной планетной системой) или двойным астероидом.
Согласно проекту Резолюции 5 XXVI Генеральной ассамблеи МАС (2006) Харону (наряду с Церерой и Эридой) предполагалось присвоить статус планеты. В примечаниях к проекту резолюции указывалось, что в таком случае Плутон — Харон будет считаться двойной планетой. Однако в окончательном варианте резолюции содержалось иное решение: было введено понятие карликовая планета. К этому новому классу объектов были отнесены Плутон, Церера и Эрида (тогда объект 2003 UB313). Харон не был включён в число карликовых планет.

## Гидра и Никта
Снимки «Новых горизонтов», 2015
Два спутника, получившие названия Гидра (предварительное обозначение — S/2005 P1) и Никта (S/2005 P2), были открыты на фотографиях «Хаббла», сделанных в мае 2005 года усовершенствованной обзорной камерой (ACS). Об открытии было объявлено в октябре того же года. 21 июня 2006 они получили официальные имена.
Радиус орбиты Никты — 49 тыс. км, а Гидры — 65 тыс. км, то есть они находятся в 2-3 раза дальше от Плутона, чем Харон. За время трёх оборотов Никты Гидра делает два.
Размер Гидры — 43×33 км, а Никты — 54×41×36 км. Их масса точно не известна; грубая оценка — 0,003 % массы Харона (0,0003 % массы Плутона) для каждой. На их поверхности видно кратеры. На разных участках заметно отличается альбедо, а у Никты — и цвет: там обнаружена большая красноватая область, окружающая крупный кратер.

## Кербер и Стикс
Снимки «Новых горизонтов», 2015
В июне 2011 года с помощью широкоугольной камеры 3 телескопа «Хаббл» был обнаружен ещё один спутник Плутона — Кербер (предварительные обозначения — S/2011 (134340) 1, S/2011 P 1 и Р4). Его размер, как выяснилось позже, составляет около 12×4,5 км, а радиус орбиты — 58 тысяч км.
Спустя год — в июле 2012 — с помощью того же инструмента был открыт пятый спутник, Стикс. Сначала ему присвоили временное обозначение S/2012 (134340) 1 или Р5, а в июле 2013 после общественного голосования он вместе с Кербером получил название. Размер этого спутника — 7×5 км, а радиус орбиты — 42 тысячи км.
Первые снимки этих спутников самой чувствительной камерой LORRI аппарата «Новые горизонты» были получены с 25 апреля по 1 мая 2015 года. Их снимки делались и 14 июля, в день сближения аппарата с Плутоном, но даже тогда разрешающая способность была недостаточной, чтобы различить на поверхности этих спутников какие-либо детали.

## Общие характеристики
| № | Наименование | Наименование | Диаметр (км) | Масса (×1019 кг)  | Большая полуось орбиты (км) | Период обращения (дней) | Резонанс с Хароном | Эксцентриситет      | Наклон орбиты (к экватору Плутона) | Год открытия | Фото |
| - | ------------ | ------------ | ------------ | ----------------- | --------------------------- | ----------------------- | ------------------ | ------------------- | ---------------------------------- | ------------ | ---- |
|   |              | Плутон       | 2374 ± 8     | 1303 ± 3          | —                           | —                       | 1:1                | —                   | —                                  | 1930         |      |
| 1 | Плутон I     | Харон        | 1212 ± 6     | 158,6 ± 1,5       | 19 571 ± 4                  | 6,3872304 ± 0,0000011   | 1:1                | 0,00005             | 0,0°                               | 1978         |      |
| 2 | Плутон V     | Стикс        | 7 × 5        | 0,00000 ± 0,00015 | 42 656 ± 78                 | 20,16155 ± 0,00027      | 3:1                | 0,005787 ± 0,001144 | 0,809 ± 0,162°                     | 2012         |      |
| 3 | Плутон II    | Никта        | 54 × 41 × 36 | 0,004 ± 0,004     | 48 694 ± 3                  | 24,85463 ± 0,00003      | 4:1                | 0,002036 ± 0,000050 | 0,133 ± 0,008°                     | 2005         |      |
| 4 | Плутон IV    | Кербер       | 12 × 4,5     | 0,002 ± 0,001     | 57 783 ± 19                 | 32,16756 ± 0,00014      | 5:1                | 0,003280 ± 0,000200 | 0,389 ± 0,037°                     | 2011         |      |
| 5 | Плутон III   | Гидра        | 44 × 33      | 0,005 ± 0,004     | 64 738 ± 3                  | 38,20177 ± 0,00003      | 6:1                | 0,005862 ± 0,000025 | 0,242 ± 0,005°                     | 2005         |      |

1. ↑  Для Плутона приведён резонанс его периода вращения (и обращения вокруг общего центра масс) с Хароном.
2. ↑  В отличие от остальных спутников, для Харона приведена большая полуось орбиты относительно Плутона, а не центра масс системы.

## Неоткрытые спутники и кольца
Результаты моделирования системы Плутона, опубликованные в 2013 году, показывали, что у него может быть около 10 спутников и одна или несколько кольцевых систем. Однако предположение не подтвердилось.
Аппарат «Новые горизонты» не обнаружил ни одного ранее неизвестного спутника, но позволил оценить максимальный возможный их размер. Установлено, что на расстояниях до 180 000 км от Плутона нет неоткрытых спутников размером свыше 4,5 км, а на расстояниях до 110 000 км — размером свыше 2,4 км (для меньших расстояний эта величина ещё меньше). Это рассчитано в предположении, что их альбедо такое же, как у Харона (0,38). То, что космический аппарат с близкого расстояния не обнаружил новых спутников, имея для этого намного лучшие возможности, чем открывший 4 спутника Плутона телескоп «Хаббл», стало неожиданностью. По мнению научного руководителя миссии Алана Стерна, это один из самых удивительных её результатов.
Существование у Плутона маленьких спутников было основанием предполагать у него наличие колец, образованных выбросами от ударов в эти спутники метеоритов. Но ни по данным «Хаббла», ни по данным «Новых горизонтов» никаких колец обнаружить не удалось (если они и существуют, то настолько разреженные, что их геометрическое альбедо не превышает 1,0×10–7). Однако расчёты показывают, что от сильных ударов кольца на некоторое время всё же могут появляться.

## Происхождение
Вероятно, спутниковая система Плутона образовалась при касательном столкновении с ним другого тела сравнимой массы на низкой скорости. Харон мог сформироваться из остатка этого тела (возможно даже, что оно осталось малоповреждённым) или — как и другие спутники — из выбросов от удара. Сначала его расстояние от Плутона было значительно меньшим, а эксцентриситет орбиты — бо́льшим. Постепенно приливное взаимодействие с Плутоном вывело Харон на современную орбиту и изменило скорости вращения обоих тел так, что они стали повёрнуты друг к другу одной стороной.